# Rosa Gratacós i Masanella
Rosa Gratacós i Masanella (Banyoles, 1933) és una pedagoga catalana.
És llicenciada i doctorada en Belles Arts per la Universitat de Barcelona i professora emèrita del Departament de Didàctica Expressió Musical, Plàstica i Corporal de la Universitat Autònoma de Barcelona. Ha treballat per a millorar la formació artística en el sistema educatiu català. També ha investigat la percepció de l'art en les persones cegues, escrivint-ne diversos llibres i posant en marxa alguns projectes. És col·laboradora i assessora del Museu del Louvre i forma part d'organitzacions internacionals que treballen en l'educació dels invidents. La Generalitat de Catalunya li atorgà la Creu de Sant Jordi el 2014.

## Obres
- Otras miradas: arte y ciegos: tan lejos, tan cerca (2006) ISBN 84-8063-841-9